# Cochi e Renato
Cochi e Renato è un duo comico italiano composto da Aurelio "Cochi" Ponzoni (11 marzo 1941) e Renato Pozzetto (14 luglio 1940).
Dopo il debutto al Cab 64 di Milano, vengono notati da Enzo Jannacci, che si unisce a loro dando vita al Gruppo Motore. La popolarità arriva con le esibizioni al Derby Club, dove i due comici milanesi propongono un tipo di umorismo surreale e poetico, caratterizzato da uno stile originale e anticonvenzionale. Successivamente approdano alla Rai (Quelli della domenica, 1968), partecipando a programmi di grande successo. Diverse loro canzoni sono entrate a far parte dell'immaginario collettivo italiano, tra cui La gallina, Canzone intelligente, E la vita, la vita e la loro personale versione di Come porti i capelli bella bionda.

## Storia

### Gli inizi

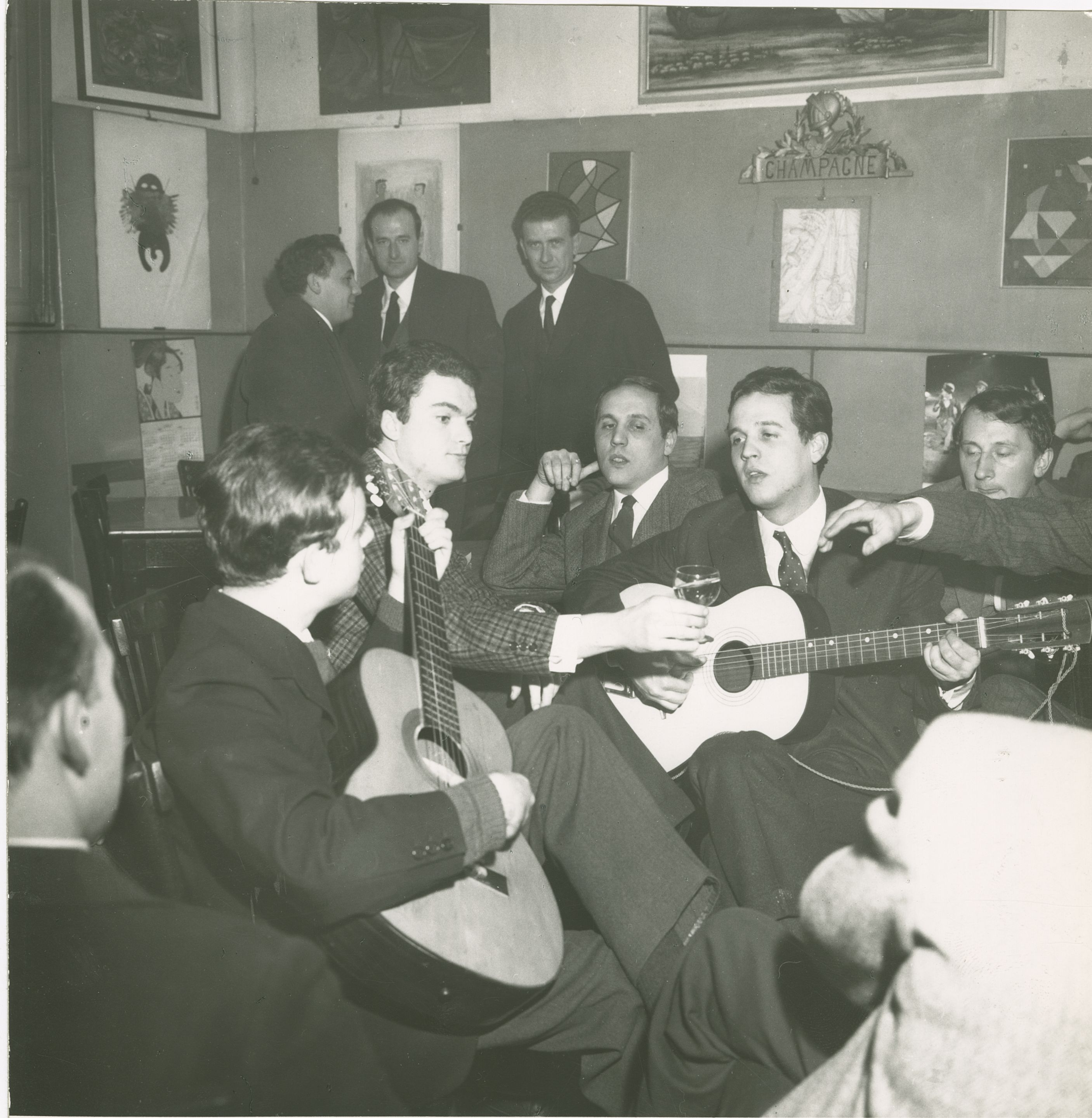
Cochi e Renato nel 1963

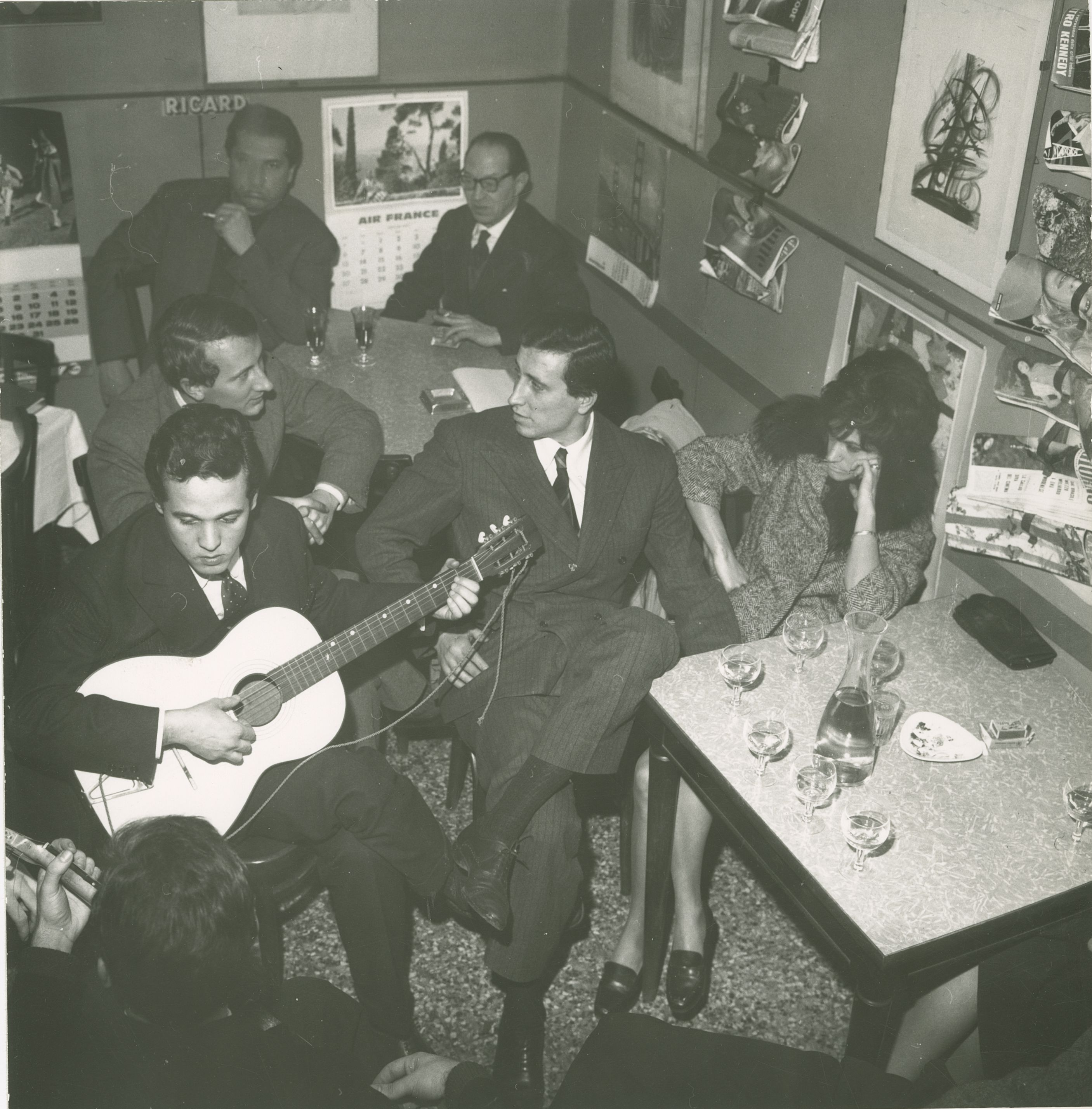
Performance all'osteria dell'Oca di Milano

Cochi e Renato si conobbero da bambini. Durante la Seconda guerra mondiale le loro famiglie erano sfollate entrambe a Gemonio (VA), non lontano dal Lago Maggiore. In quel contesto iniziarono a costruire un piccolo repertorio comico-musicale, principalmente come passatempo per distrarsi dagli impegni scolastici. Entrambi frequentarono l'Istituto Cattaneo di Milano, pur seguendo indirizzi diversi (Renato studiava da geometra, Cochi da ragioniere), e mossero i primi passi nel mondo del cabaret frequentando l’Osteria dell’Oca di Milano, una cosiddetta "trattoria degli artisti". In quel locale, il loro amico Piero Manzoni esponeva le proprie opere, mentre Cochi e Renato intrattenevano gli avventori con brani della tradizione popolare.
Furono proprio gli artisti e intellettuali che gravitavano attorno all’Osteria dell’Oca – tra cui, oltre a Manzoni, Lucio Fontana, Dino Buzzati e Marcello Marchesi – a incoraggiarli a intraprendere la strada del cabaret, mentre l’ispirazione per il loro stile surreale giunse soprattutto dalla musica di Enzo Jannacci.
Tra il 1962 e il 1963, i coniugi Velia e Tinìn Mantegazza, proprietari di un locale adiacente all'osteria, ebbero l'idea di aprire un nuovo spazio in via Santa Sofia, il Cab64 («Cab» è naturalmente la contrazione di Cabaret), e invitarono i due giovani artisti a esibirsi tra i tavoli con le loro scenette improvvisate. Il primo compenso, pari a 3.500 lire, era subordinato alla presenza minima di dieci spettatori in sala. La comicità di Cochi e Renato si distinse sin dagli esordi per uno stile innovativo rispetto agli standard dell'epoca: un umorismo surreale, stravagante e fortemente anticonvenzionale.
Nel 1964, tuttavia, i due non si dedicarono ancora a tempo pieno al cabaret: Cochi lavorò come interprete di francese, inglese e russo presso l’aeroporto di Linate, mentre Pozzetto divenne co-titolare di un'impresa di impianti per ascensori, in società con un ingegnere siciliano. 
La decisione di dedicarsi completamente allo spettacolo maturò quando Enzo Jannacci, insieme agli amici Lino Toffolo, Felice Andreasi e Bruno Lauzi, arrivò al Derby Club di Milano. Quello con Jannacci fu l'incontro decisivo per la carriera dei due comici. Fu Jannacci a portare Cochi e Renato al Derby. Jannacci fu l'autore di molte tra le canzoni di successo del duo. Jannacci rielaborò in modo originale la tradizione musicale popolare milanese, talvolta con esiti volutamente assurdi. Nacquero in questo periodo brani come: Ho soffrito per te, A me mi piace il mare, Lisa Beat, La gallina, È capitato anche a me, Un pezzo di pane e Gli indiani. Queste canzoni, caratterizzate da ironia e originalità, si rifanno a un umorismo surreale affine a quello di Achille Campanile e al teatro dell'assurdo di Eugène Ionesco. Cochi e Renato raggiunsero la notorietà come duo comico emergente.
Al Derby nacque una cooperativa artistica nota come "Gruppo Motore", destinata a diventare un punto di riferimento per il cabaret italiano.

### La televisione

Cochi e Renato cantano la Canzone intelligente con Enzo Jannacci a Il poeta e il contadino

Verso la fine del 1967, la RAI era alla ricerca di nuovi talenti per il suo primo programma domenicale. Enrico Vaime propose l'inserimento di Cochi e Renato e di Paolo Villaggio, provenienti dal Derby Club, affiancandoli ai già affermati Ric e Gian. Il gruppo debuttò il 21 gennaio 1968 nella trasmissione Quelli della domenica, scritta da Marcello Marchesi, Italo Terzoli, Enrico Vaime e Maurizio Costanzo. Nonostante il programma riscuotesse un discreto successo già dalle prime puntate, non fu ben accolto da alcuni funzionari della Rai, che giudicavano Villaggio eccessivamente irriverente e non riuscivano a cogliere l’umorismo surreale di Cochi e Renato. Anche il pubblico in studio mostrò inizialmente scarso entusiasmo: alla prima apparizione del duo con lo sketch A me mi piace il mare, uno dei loro brani più noti, le risate furono poche. Tuttavia, il programma contribuì a rendere popolare un altro sketch, in cui Renato interpretava un maestro squattrinato e Cochi un alunno benestante. La battuta "bene, bravo, sette più" divenne un tormentone. Lo sketch fu inoltre pubblicato sul lato B del 45 giri Il mare/7+, edito nello stesso anno dalla Bluebell Records. Il programma incontrò il favore del pubblico più giovane, che apprezzava in particolare la comicità originale e anticonformista del gruppo. Questo successo spinse la Rai a produrre l’anno successivo È domenica, ma senza impegno (1969), sempre con Cochi e Renato, Paolo Villaggio, Lino Toffolo ed Enzo Jannacci: un programma chiaramente ispirato allo stile del Derby Club.
Nonostante le iniziali difficoltà, Cochi e Renato decisero di mettere in scena uno spettacolo di cabaret intitolato Saltimbanchi si muore, che riscosse un notevole successo. Lo spettacolo coinvolgeva numerosi colleghi del Derby Club, tra cui Felice Andreasi, Enzo Jannacci e Lino Toffolo, oltre agli stessi Cochi e Renato. Il favore del pubblico fu attribuito anche a una scrittura più moderna e meno legata alla tradizione dialettale, elemento che segnò un’importante svolta stilistica. Questo approccio innovativo rappresentò per il duo un trampolino di lancio verso il mondo del cinema e della televisione.
Enzo Jannacci, ad esempio, esordì come attore nell'episodio Il frigorifero del film Le coppie (1970), dopo che Mario Monicelli lo notò proprio durante una replica dello spettacolo a Roma. Cochi e Renato, invece, apparvero nel 1971 in due trasmissioni televisive: Non è mai troppo presto e Riuscirà il cav. papà Ubu?, quest’ultima una miniserie in tre puntate di prosa in costume.
Furono anche protagonisti di tre caroselli pubblicitari: uno per Lebole (1968-1969), uno per i televisori Philips (1971) e uno per i gelati Besana (1973).
Nel 1972 presero parte al Festival dei Due Mondi di Spoleto, interpretando La conversazione continuamente interrotta di Ennio Flaiano.
Il vero successo televisivo arrivò però con due programmi in cui poterono finalmente esprimersi liberamente, curando personalmente i testi e lasciando ampio spazio all’improvvisazione: Il buono e il cattivo (1972) e Il poeta e il contadino (1973).

### Il duo si separa

Renato Pozzetto nel film Il padrone e l'operaio

Durante il periodo di trasmissione di Il poeta e il contadino, Renato fu impegnato con le riprese del suo primo film, Per amare Ofelia. Fu il primo dei due a ricevere un'offerta cinematografica, che accettò solo dopo aver consultato Cochi. In un'intervista del 2022 entrambi hanno confermato di aver ricevuto all’epoca anche proposte per film in coppia, come I due frati, che tuttavia rifiutarono perché non le ritenevano convincenti. Il film Per amare Ofelia, uscito il 25 aprile 1974, fu un clamoroso successo e fu seguito poco dopo da La poliziotta di Steno, sempre nel 1974, consolidando la popolarità di Pozzetto come nuovo comico del cinema italiano.
L'attività in coppia, tuttavia, proseguì. Dopo la partecipazione a Milleluci (1974), Cochi e Renato affrontarono la loro sfida televisiva più impegnativa con Canzonissima che, nonostante la nuova collocazione domenicale pomeridiana, raggiunse una media di 22 milioni di spettatori, pur suscitando numerose critiche. Le tredici puntate andarono in onda sul Programma Nazionale (oggi Rai 1) dal 6 ottobre 1974 al 6 gennaio 1975. A fare loro da spalla fu un giovane Massimo Boldi. Canzonissima fu l’ultimo programma televisivo ufficiale a cui la coppia prese parte. Nonostante la consacrazione mediatica e il grande successo della sigla finale, E la vita, la vita (uno dei brani di maggiore successo del 1975), le offerte cinematografiche per il duo tardarono ad arrivare.
Nel 1976 Cochi debuttò da solo al cinema con Cuore di cane di Alberto Lattuada. Fino al 1978, Cochi e Renato parteciparono insieme ad alcuni film, tra cui il fortunato Sturmtruppen di Salvatore Samperi, ispirato alle strisce di Bonvi. Seguirono Tre tigri contro tre tigri di Sergio Corbucci (1977) e Io tigro, tu tigri, egli tigra di Giorgio Capitani (1978).
Parallelamente all’attività cinematografica, incisero anche alcuni singoli contenenti nuove canzoni, come Lo sputtanamento (dal film Io tigro, tu tigri, egli tigra) e Lìbe-lìbe-là (da Sturmtruppen). Dopo quest’esperienza comune, fu Renato Pozzetto a ottenere maggior successo al cinema, affermandosi in film accanto a Adriano Celentano, Ornella Muti e altri protagonisti del grande schermo.
La colonna sonora del film Gran bollito (1977), diretto da Mauro Bolognini e interpretato da Renato Pozzetto, che recita en travesti il ruolo di una cantante di origine germanica, fu composta da Enzo Jannacci e incluse alcuni brani eseguiti da Cochi e Renato, tra cui una versione inedita rispetto a quelle già pubblicate di Libe-libe-là. Tuttavia, non risulta che la colonna sonora sia mai stata pubblicata su supporto discografico, rimanendo quindi inedita.
Nel 1978 Pozzetto realizzò il suo primo film da regista, Saxofone, che vide la partecipazione di molti amici del Derby Club, tra cui Mariangela Melato, ma non ottenne grande successo, anche a causa di un umorismo prevalentemente verbale e poco accessibile al grande pubblico. Fu in questo periodo che Cochi e Renato decisero di intraprendere strade separate. Cochi recitò in alcuni altri film e, nel 1979, partecipò al programma televisivo Saltimbanchi si muore, che vide protagonisti i nuovi astri nascenti della comicità italiana appartenenti al Gruppo Repellente, come Diego Abatantuono e Massimo Boldi. In seguito, Cochi si dedicò con successo al teatro, attività che gli valse apprezzamenti e riconoscimenti.

### Il ritorno tra tv e teatro
Dopo gli insuccessi del 1978, Renato Pozzetto inaugurò una nuova stagione di successi cinematografici con La patata bollente di Steno. Da quel momento, divenne uno dei principali protagonisti del box office italiano per tutti gli anni Ottanta. Girò oltre cinquanta film, affiancato da numerosi partner di rilievo come Adriano Celentano, Enrico Montesano, Nino Manfredi, Ornella Muti, Massimo Boldi, Carlo Verdone, Paolo Villaggio e Diego Abatantuono, ottenendo grande riscontro di pubblico.
Tuttavia, nella seconda metà degli anni Novanta, la sua popolarità subì un brusco calo, culminato nel flop del film Papà dice messa, diretto dallo stesso Pozzetto. Questo insuccesso lo spinse ad allontanarsi dal cinema per circa dieci anni. Tornò sul grande schermo con Un amore su misura, in cui recitò anche il suo storico compagno artistico Cochi.
In quel periodo ripresero a circolare insistenti voci su un possibile ritorno del duo, alimentate anche da due brevi reunion televisive nei programmi nostalgici E compagnia bella e Serata d'onore, entrambi andati in onda nel 1991. Tuttavia, l’unico progetto che si concretizzò in quel decennio fu l’invito di Paolo Rossi a Cochi per partecipare al suo Su la testa! nel 1992.
Fu solo nel 1996 che le voci di un ritorno della coppia divennero realtà. Nonostante il tentativo fallito di Paolo Rossi e Piero Chiambretti di riunirli nel programma Il Laureato, su iniziativa di Renato la coppia si ricompose per una nuova produzione televisiva. Il 3 agosto 1996 la stampa annunciò ufficialmente la preparazione di una serie di sei telefilm per Raiuno, dal titolo provvisorio Detective per caso. Il progetto prese definitivamente forma nella primavera del 1999, quando iniziarono le riprese di Nebbia in Valpadana, trasmesso nel gennaio 2000 con discreto successo.
Nello stesso anno, Cochi e Renato proposero la loro comicità anche a teatro con lo spettacolo Nonostantelastagione e pubblicarono il nuovo album …Le canzoni intelligenti, che vendette oltre centomila copie. Si trattava di una raccolta composta da brani inediti, nuove registrazioni di loro classici e altri brani già pubblicati in precedenza.
Negli anni 2000, Cochi e Renato parteciparono insieme a numerosi programmi televisivi, tra cui Uno di noi, condotto da Gianni Morandi, e Novecento con Pippo Baudo. A loro furono dedicate puntate speciali dei programmi Nati a Milano, ideato da Giorgio Faletti, e Nati con la camicia, condotto da Catena Fiorello.
Nel 2005 fecero ritorno come comici nel programma Zelig Circus, firmando anche la sigla con una nuova versione della storica Libe-libe-là (risalente al 1977), ottenendo grande successo.
Nel 2007 la popolarità ritrovata li portò a condurre, su Rai 2, il programma Stiamo lavorando per noi, nel quale ospitarono vecchi amici del Derby Club come Massimo Boldi, Toffolo e Enzo Jannacci. Nello stesso periodo pubblicarono un nuovo album, Finché c'è la salute, e tornarono anche in teatro con lo spettacolo Nuotando con le lacrime agli occhi. Tuttavia, sempre nel 2007, il tentativo di Renato Pozzetto di tornare al cinema e alla regia con il film Un amore su misura, che vedeva la partecipazione di Cochi, si rivelò un clamoroso insuccesso.
Dal 7 ottobre 2008 furono in scena con lo spettacolo teatrale Una coppia infedele. Il 16 marzo 2010 tornarono a sorpresa sul palco di Zelig Circus, proponendo uno sketch inedito per la televisione, già rappresentato nei loro spettacoli teatrali, accolto con grande entusiasmo dal pubblico. Nel novembre dello stesso anno furono ospiti del programma I migliori anni di Carlo Conti, dove interpretarono alcuni dei loro brani più celebri. Sempre nel 2010 tornarono in tournée con lo spettacolo Fin che c’è la salute, con un nuovo repertorio.
Il 17 novembre 2016 parteciparono come ospiti al remake del quiz Rischiatutto, condotto da Fabio Fazio.
Nel 2020 pubblicarono un nuovo album, intitolato E la vita l'è bela. Nell’ottobre 2021 furono ospiti del programma Lui è peggio di me. Nel 2022 furono protagonisti di una campagna pubblicitaria per la catena Eurospin, per la quale interpretarono un jingle ispirato a La canzone intelligente.

## Discografia

### Album in studio
- 1973 – Il poeta e il contadino
- 1974 – E la vita, la vita
- 1976 – Ritornare alle 17
- 1977 – Libe-libe-là
- 2000 – ...Le canzoni intelligenti
- 2007 – Finché c'è la salute

### Album dal vivo
- 1969 – Una serata con Cochi & Renato

### Raccolte
- 1976 – Ritratto di... Cochi e Renato
- 1979 – Ridendo con... Cochi e Renato
- 1995 – Il + meglio di Cochi e Renato
- 2006 – Le più belle canzoni di Cochi & Renato
- 2008 – Cochi & Renato
- 2012 – Il poeta e il contadino/E la vita, la vita
- 2016 – Playlist
- 2020 – E la vita l'è bela

### Singoli
- 1966 – Ho soffrito per te/A me mi piace il mare
- 1967 – Gli indiani/La gallina
- 1968 – Il mare/7+
- 1969 – È l'amore/È capitato anche a me
- 1969 – Un pezzo di pane/La domenica
- 1972 – Ufficio facce/La gallina
- 1973 – Canzone intelligente/Siamo ancora in tempo
- 1974 – E la vita, la vita/E gira il mondo
- 1975 – La ventosa/La fortuna ha le mutande rosa
- 1976 – Sturmtruppen/L'inquilino
- 1977 – Il reduce
- 1977 – Libe-libe-là/A Lourdes
- 1978 – Lo sputtanamento/Silvano

## Programmi televisivi
- Incontro con Bruno Lauzi (1966)
- Quelli della domenica, regia di Romolo Siena (1968)
- Spettacolo senza passaporto, regia di Vito Molinari (1969)
- È domenica, ma senza impegno, regia di Vito Molinari (1969)
- Chi fa da sé, regia di Raffaele Meloni (1969)
- La cugina Orietta, regia di Alda Grimaldi (1970)
- E noi qui, regia di Beppe Recchia (1970)
- Jolly, regia di Carla Ragionieri (1970)
- Non è mai troppo presto, regia di Alda Grimaldi (1971)
- Fine serata da Franco Cerri, regia di Lino Procacci (1971)
- Stasera sì, regia di Carla Ragionieri (1971)
- SuperGulp! (1972)
- Ieri e oggi, regia di Lino Procacci (1972)
- Il buono e il cattivo, regia di Beppe Recchia (1972)
- Ah, l'amore, regia di Beppe Recchia (1972)
- Il poeta e il contadino, regia di Beppe Recchia (1973)
- Vino, whisky e chewing-gum, regia di Vito Molinari (1974)
- Milleluci, regia di Antonello Falqui (1974)
- Canzonissima, regia di Eros Macchi (1974)
- Non si può spiegare, bisogna vederlo (1976)
- Automobili (miniserie televisiva RAI)  con Lucio Dalla, regia di Luigi Perelli (1977)
- E compagnia bella, regia di Rita Vicario (1991)
- Serata d'onore, regia di Antonio Gerotto (1991)
- L'ultimo valzer, regia di Giancarlo Nicotra (1999)
- Uno di noi, regia di Duccio Forzano (2002)
- Novecento, regia di Maurizio Pagnussat (2003)
- Zelig Circus, regia di Riccardo Recchia (2005)
- Stiamo lavorando per noi, regia di Paolo Beldì (2007)
- I migliori anni, regia di Stefano Vicario (2010)
- Ti lascio una canzone, regia di Sergio Colabona (2012)

## Radio
- Batto quattro, di Terzoli e Vaime (1968)
- Batto quattro, di Terzoli e Vaime (1970)
- Cose così, di Terzoli e Vaime (1971)
- Non si sa mai, regia di Roberto D'Onofrio (1972)
- Gran Varietà, regia di Federico Sanguigni (1973-1976)
- Spazio libero, 15 minuti con Cochi e Renato (1973)
- Batto quattro, di Terzoli e Vaime (1974)
- Due brave persone, regia di Mario Morelli (1974)
- Quando parlo ci si sente, quando canto invece sì (1977)

## Opere letterarie
- Due brave persone, Milano, Rizzoli, 1975.

## Spot pubblicitari
- Televisori portatili Philips-Melchioni (1971)
- Gelati "Trifoglio" della Besana (1973)
- EuroSpin - La spesa intelligente (2022)